# Excomunió
L'excomunió, o  excomunicació (del llatí excommunicatio) al dret canònic de l'església catòlica és la censura que exclou un fidel de la comunió eclesial i sacramental. La persona és posat fora de la comunitat eclesiàstica. La paraula prové del llatí exclesiàstic excomunió. Les principals causes d'excomunió són l'heretgia, el qüestionament dels dogmes o el no respecte de l'autoritat de l'església. La sentència jurídica de l'excomunió es diu anatema. Segons les circumstàncies, l'excomunió pot ésser temporani o definitiva. Dins de l'església, l'anul·lació d'un anatema d'excomunió necessita un procediment especial i el perdó, indispensable per recobrar els seus drets a la vida eterna, no pot ser donat per qualsevol sacerdot, excepte in articulo mortis. Dins de l'església catòlica, és un dels càstigs més forts.

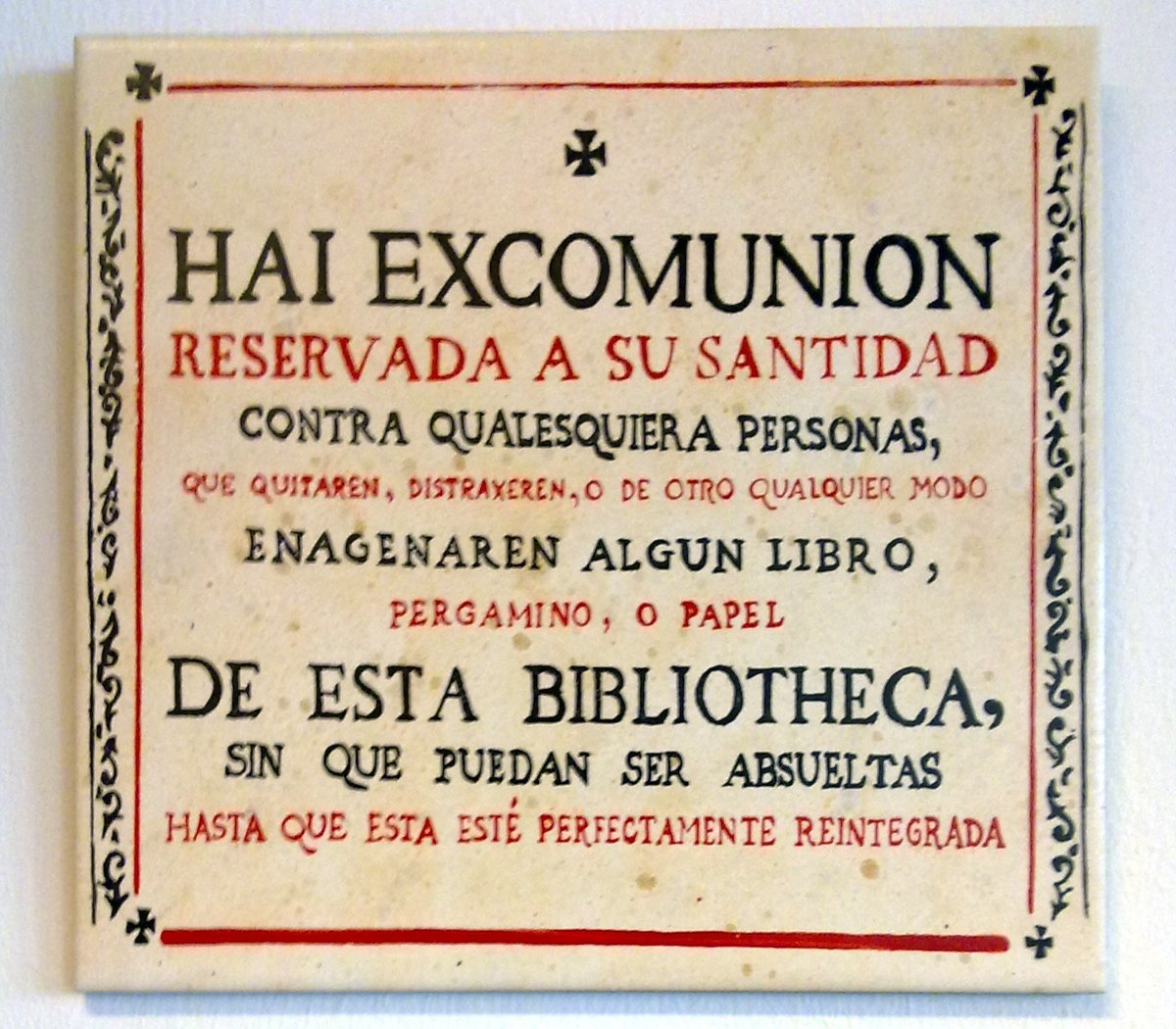
Amenaça d'excomunió pel furt de llibres de la biblioteca de la Universitat Pontifícia de Salamanca (Espanya)

Durant l'antic règim, quan no hi havia separació entre l'Església i l'Estat, a més de la pena espiritual, una excomunió podia tenir greus conseqüències civils, com que sovint era acompanyada de confiscació de béns i de pèrdua de qualsevol dret civil. També podia afectar greument sobirans que rebien la seva investidura dei gratia (per gràcia de deus) per l'intermediari del papa. Era una arma força utilitzada durant la Lluita de les Investidures, i un cas famós va ser l'excomunió d'Enric IV del Sacre Imperi Romanogermànic. Avui en dia, en estats laïcs, una excomunió ja no té gaire efectes civils, excepte per a persones ocupades i pagades per una institució de l'església.

Per extensió i en sentit figurat, el terme és utilitzat per a qualsevol persona que és expulsat oficialment d'un grup, d'un partit polític. Altres religions tenen els seus procediments, més o menys formalitzats, que per analogia es diuen excomunió.

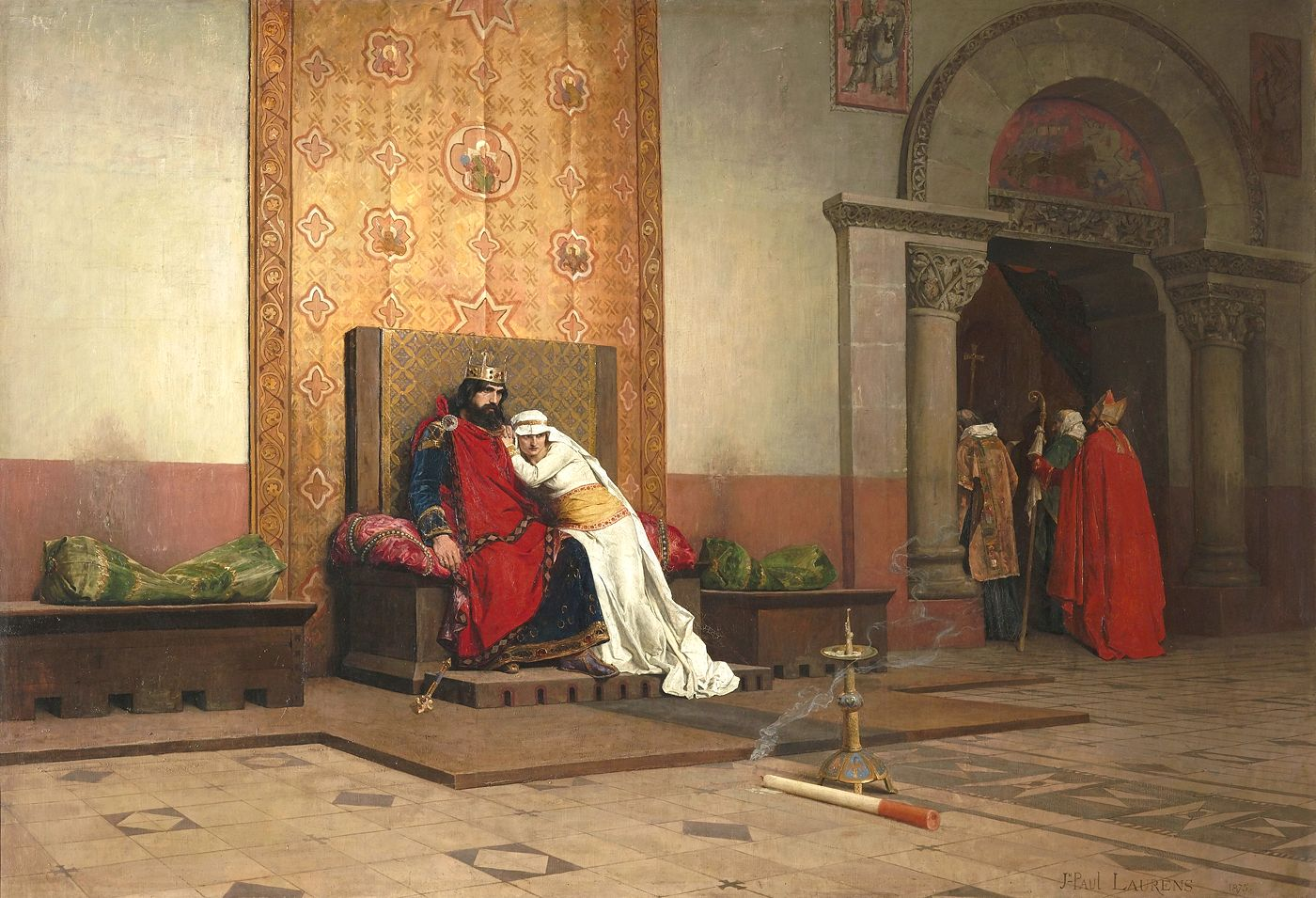
Jean-Paul Laurens, L'excomunicació de Robert le Pieux, 1875. Musée d'Orsay

## Tipus d'excomunió
L'excomunió latae sententiae (sense sentència) s'encorre ipso facto, automàticament per qualsevol creient que comet apostasia, heretgia, cisma o procurar, participar o cometre un avortament, o, només per un membre del clergat, la violació directa del sagrament de la confessió.
En altres casos necessita procés formal i es parla d'excomunió ferendae sententiae. La pena és generalment ferendae sententiae, de manera que només obliga el reu des del moment que li ha estat imposada. L'ordinari, generalment el bisbe, ha de cuidar de promoure el procediment judicial o administratiu per a imposar o declarar penes, només quan la correcció fraterna, la reprensió o altres mitjans de la sol·licitud pastoral no basten per a reparar l'escàndol, restablir la justícia i aconseguir l'esmena del reu.
La llei canònica adverteix alguns factors que lleven imputabilitat - ignorància de la llei, falta de llibertat, etc. Altres factors poden disminuir la culpa, com l'ús imperfecte de la raó i ignorància de la pena implícita en la violació.

## Efectes de l'excomunió
L'efecte espiritual més notable de l'excomunió és l'exclusió de la recepció o administració dels sagraments, fins i tot de la confessió, ja que no pot haver reconciliació d'alguns pecats mentre no hi ha penediment d'un que sigui mortal. No obstant això, amb freqüència persones que han incorregut excomunió automàtica continuen rebent els sagraments sense penedir-se. Aquests cometen un sacrilegi i qui els aconsella a continuar en l'error els està tancant en el pecat.
També pot tenir efectes materials considerables, per la prohibició d'exercir oficis o funcions eclesiàstiques i la pèrdua de la feina. Si l'excomunió ha estat imposada públicament, tot atent d'exercir un ofici eclesiàstic és invàlid. Això s'aplica al clergat, però aquesta pena de vegades és estesa a empleats que exerceixen oficis no sacrals: metges, infermers, professors. Certs estats, com l'Alemanya, atorguen a l'església el dret d'acomiadar persones ocupades dins de les seves institucions (escoles, hospitals...) per a raons religioses, tot i que segons el dret laboral són raons d'acomiadament inacceptables per institucions o empreses normals.

## En altres esglésies d'inspiració cristiana
L'excomunió en les esglésies cristianes concerneix sobretot a l'exclusió de l'eucaristia; la pràctica es remunta al Concili d'Elvira, l'any 306, que va recuperar la pràctica apostòlica de pronunciar anatemes contra aquells que sostenien doctrines contràries a l'ortodòxia.